# Sarah Austin

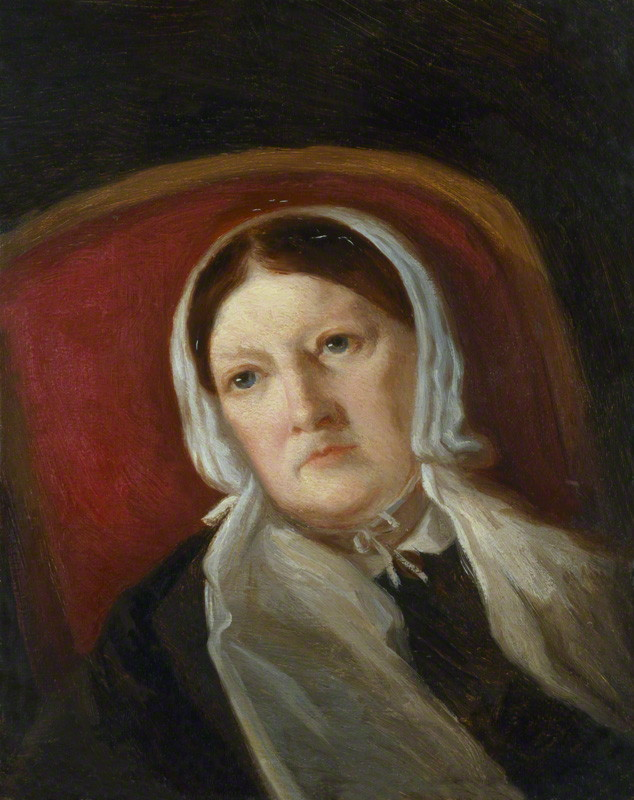
Sarah Austin

Sarah Austin, geborene Sarah Taylor (* 1793 in Norwich; † 8. August 1867 in Weybridge, Surrey) war eine britische Schriftstellerin und Übersetzerin. Sie spielte eine beträchtliche Rolle als Vermittlerin in der europäischen Kultur.

## Leben
Sarah Taylor heiratete 1820 den Rechtsphilosophen John Austin. Das Ehepaar lebte in Queen Square, Westminster, wo Sarah Austin, die im Gegensatz zu ihrem Gatten sehr gesellig war, einen Salon unterhielt. Sie stand im Austausch mit unzähligen Persönlichkeiten des kulturellen Lebens, nicht nur in England, sondern auch in Frankreich und Deutschland. Heinz Ohff führt beispielsweise die Brüder Grimm, Leopold von Ranke, Alexander von Humboldt, Hermann von Pückler-Muskau und Heinrich Heine an. Freundschaftlich verbunden war sie mit Victor Cousin, dessen Buch über das preußische Unterrichtssystem sie aus dem Französischen übersetzte und durch ein umfassendes Vorwort ergänzte, sowie mit Ida von Lüttichau. Nach Paris, Bonn, Dresden und Weimar unternahm sie längere Reisen. 
Sarah Austins besondere Bedeutung liegt in der Übersetzung deutscher Literatur (u. a. Goethe, Leopold von Ranke, Friedrich von Raumer, Barthold Georg Niebuhr, Friedrich Wilhelm Carové), wodurch diese in englischsprachigen Ländern bekannter wurde. Ihre Übersetzung von Pückler-Muskaus Aufsehen erregenden Briefen eines Verstorbenen bezeichnet Ohff als ein „Meisterwerk“, das wahrscheinlich besser als das Original sei.
Nach dem Tode ihres Mannes 1859 gab sie seine Vorlesungen heraus. Sie bearbeitete den ersten Band der Letters from Egypt (1865) ihrer Tochter Lucie, verh. Lady Duff-Gordon (1821–1869; nicht zu verwechseln mit der Modeschöpferin Lucy Christiana Duff Gordon).

## Werke
- The travels of a German prince in England (Lond. 1832) (nach Briefe eines Verstorbenen von Hermann von Pückler-Muskau)
- Characteristics of Goethe (1833, 3 Bände) (Übersetzungen von goetheschen Werken und Kommentare dazu)
- Considerations on national education (1839)
- Collection of fragments from the German prosewriters (1841)
- Sketches of Germany from 1760 to 1814 (1854)
- Letters on girls' schools (1857)